# Holmenkollenschans
Holmenkollen is een  skischans bij de berg Holmenkollen in Oslo.
Hij ligt circa zes kilometer ten noorden van het centrum. Er worden wedstrijden gehouden sinds 1892. Er werden verschillende wereldkampioenschappen en de Olympische Winterspelen 1952 gehouden. 
Aan de voet ligt sinds 1923 een skimuseum gewijd aan de geschiedenis van de skisport. Het vernieuwde Skimuseet werd in december 2023 geopend door koning Harald V van Noorwegen, 100 jaar na de opening van het museum.

## Externe links

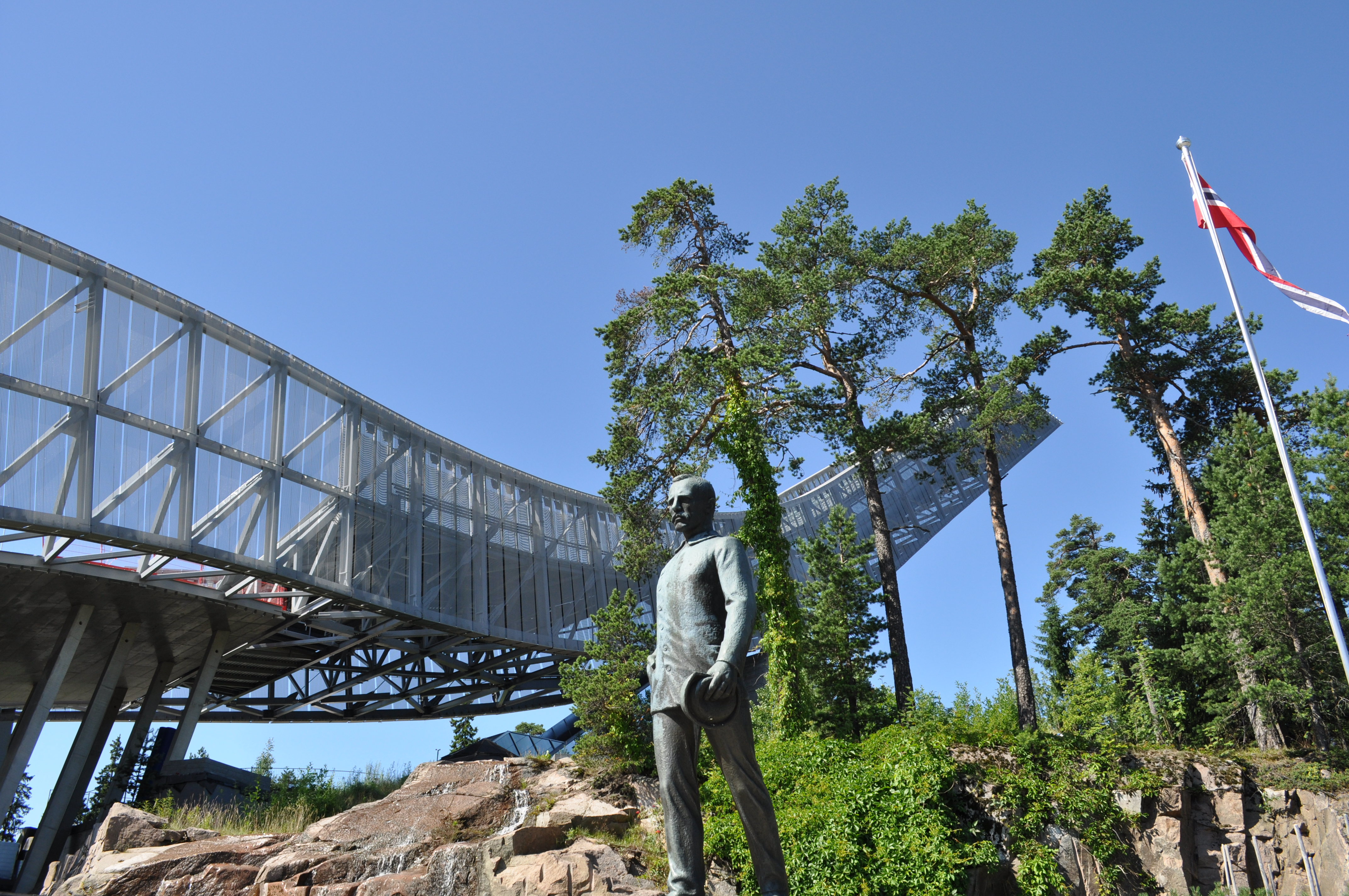
Holmenkollen

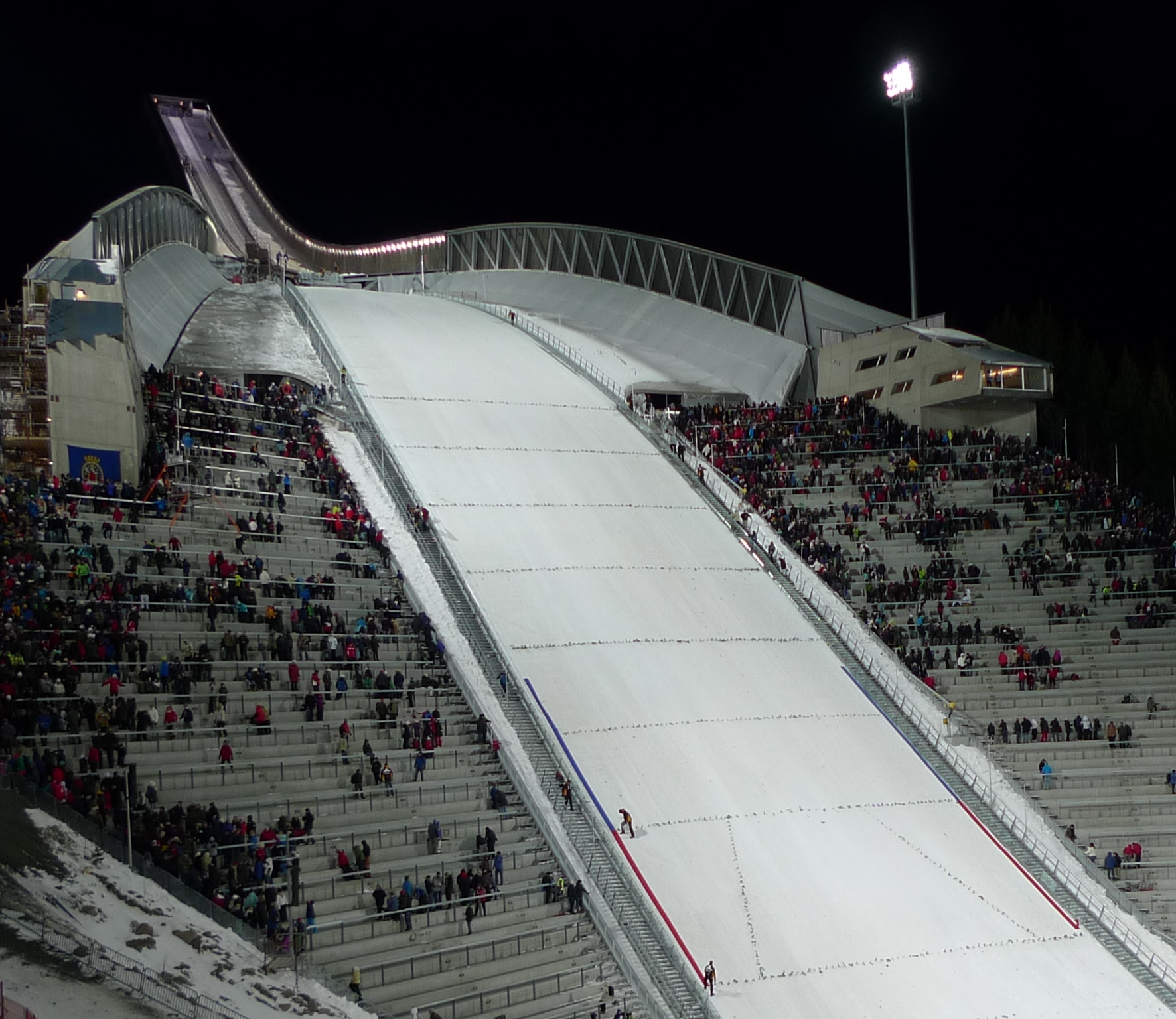
Holmenkollen

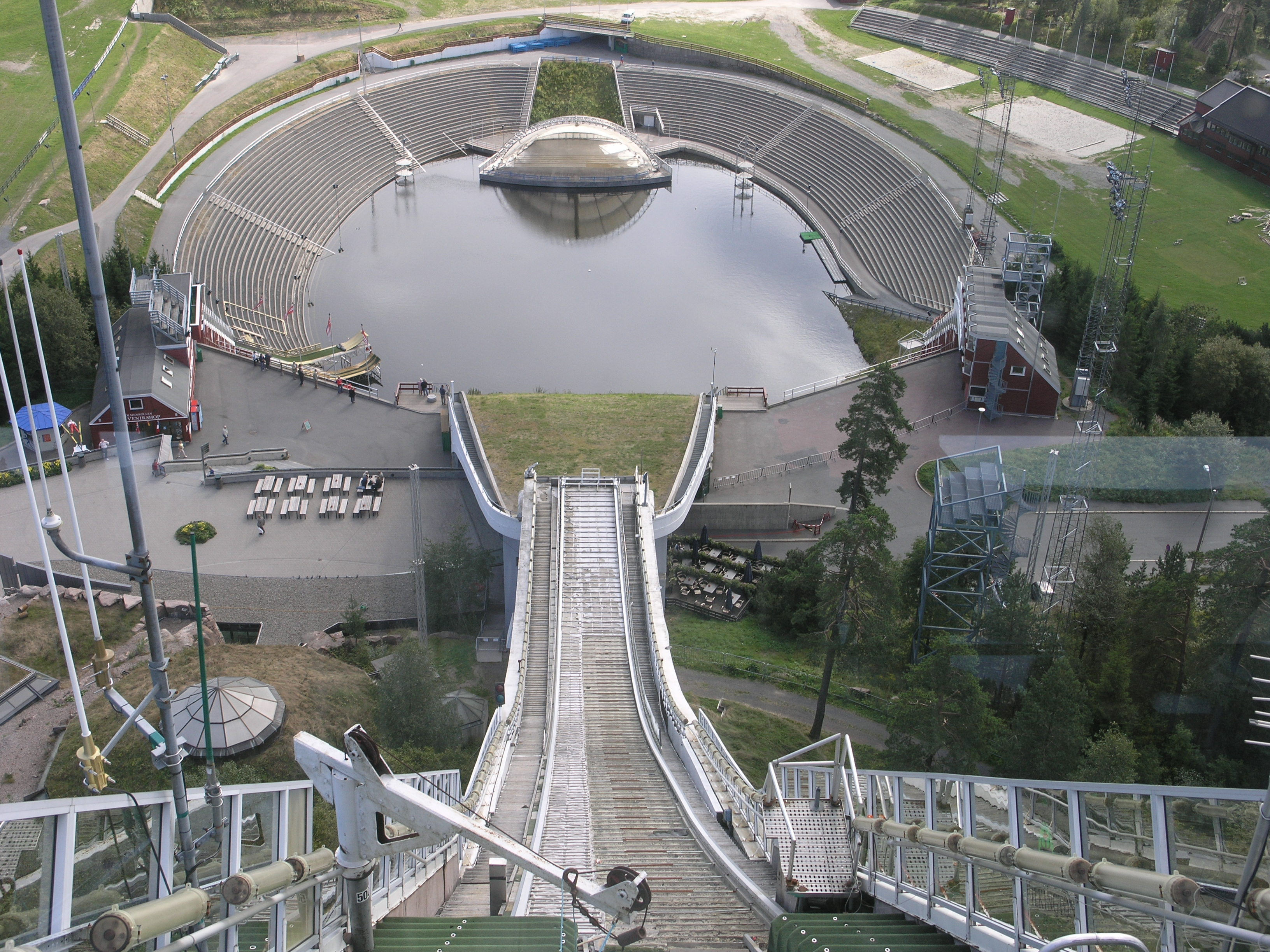
Uitzicht vanaf het oude platform